# Septoria prunellae
Septoria prunellae är en svampart som beskrevs av Trail 1887. Septoria prunellae ingår i släktet Septoria och familjen Mycosphaerellaceae.   Inga underarter finns listade i Catalogue of Life.